# Équipe de Yougoslavie de football à la Coupe du monde 1930

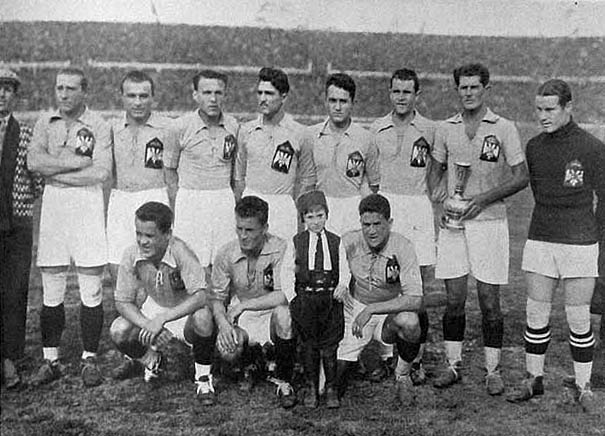
L'équipe de Yougoslavie, le 27 juillet 1930, avant le match contre l'Uruguay. Au second rang, de gauche à droite : Mihajlović, Stefanović, Đokić, Vujadinović, Arsenijević, Sekulić, Ivković, Jakšić. Au premier rang, de gauche à droite : Tirnanić, Marjanović, Bek.

L'équipe de Yougoslavie de football est éliminée en demi-finale de la coupe du monde de football de 1930. À cette époque il n'existe pas encore de « petite finale ». Un classement rétrospectif de la FIFA la classe 4e derrière les États-Unis, à la différence de buts.

## Joueurs et encadrement
| Nom                | Nom                  | Club                              | Date de naissance | J.              | Buts            |                 |                 |                 |
| Gardiens de but    | Gardiens de but      | Gardiens de but                   | Gardiens de but   | Gardiens de but | Gardiens de but | Gardiens de but | Gardiens de but | Gardiens de but |
| ------------------ | -------------------- | --------------------------------- | ----------------- | --------------- | --------------- | --------------- | --------------- | --------------- |
| -                  | Milovan Jakšić       | BASK Belgrade                     | 21.09.1909        | 3               | 0               | 0               | 0               | 0               |
| -                  | Milan Stojanović     | BSK Belgrade                      | 28.12.1911        | 0               | 0               | 0               | 0               | 0               |
| Défenseurs         |                      |                                   |                   |                 |                 |                 |                 |                 |
| -                  | Milutin Ivković      | BASK Belgrade                     | 03.03.1906        | 3               | 0               | 0               | 0               | 0               |
| -                  | Dragoslav Mihajlović | BSK Belgrade                      | 13.12.1906        | 3               | 0               | 0               | 0               | 0               |
| -                  | Teofilo Spasojević   | SK Jugoslavija                    | 21.01.1909        | 0               | 0               | 0               | 0               | 0               |
| -                  | Dragomir Tošić       | BSK Belgrade                      | 08.11.1909        | 0               | 0               | 0               | 0               | 0               |
| Milieux de terrain |                      |                                   |                   |                 |                 |                 |                 |                 |
| -                  | Milorad Arsenijević  | BSK Belgrade                      | 06.06.1906        | 3               | 0               | 0               | 0               | 0               |
| -                  | Momčilo Đokić        | SK Jugoslavija                    | 27.02.1911        | 3               | 0               | 0               | 0               | 0               |
| -                  | Ljubiša Stefanović   | Football Club de Sète 34          | 04.01.1910        | 3               | 0               | 0               | 0               | 0               |
| Attaquants         |                      |                                   |                   |                 |                 |                 |                 |                 |
| -                  | Ivan Bek             | Football Club de Sète 34          | 29.10.1909        | 3               | 3               | 0               | 0               | 0               |
| -                  | Branislav Hrnjiček   | SK Jugoslavija                    | 05.06.1908        | 0               | 0               | 0               | 0               | 0               |
| -                  | Blagoje Marjanović   | BSK Belgrade                      | 09.09.1907        | 3               | 1               | 0               | 0               | 0               |
| -                  | Dušan Marković       | Vojvodina Novi Sad                | 09.03.1906        | 0               | 0               | 0               | 0               | 0               |
| -                  | Dragutin Najdanović  | BSK Belgrade                      | 15.04.1908        | 1               | 0               | 0               | 0               | 0               |
| -                  | Branislav Sekulić    | Sports Olympiques Montpelliérains | 29.10.1906        | 2               | 1               | 0               | 0               | 0               |
| -                  | Aleksandar Tirnanić  | BSK Belgrade                      | 15.07.1911        | 3               | 1               | 0               | 0               | 0               |
| -                  | Đorđe Vujadinović    | BSK Belgrade                      | 06.12.1909        | 3               | 1               | 0               | 0               | 0               |
| Sélectionneur      |                      |                                   |                   |                 |                 |                 |                 |                 |
|                    | Boško Simonović      |                                   | 12.02.1898        |                 |                 |                 |                 |                 |

## Compétition

### Premier tour

#### Brésil-Yougoslavie
| 14 juillet 1930                     | Yougoslavie | 2 – 1   | Brésil                                                                                              | Estadio Gran Parque Central (Montevideo)       |                                                |
| 12 h 45 · Historique des rencontres | Tirnanić 21e · Bek 30e                                                                                           | (2 - 0) | 62e Preguinho                                                                                       | Spectateurs : 24 059 Arbitrage : Anibal Tejada | Spectateurs : 24 059 Arbitrage : Anibal Tejada |
| 12 h 45 · Historique des rencontres | Rapport |         | | Spectateurs : 24 059 Arbitrage : Anibal Tejada | Spectateurs : 24 059 Arbitrage : Anibal Tejada |
| 12 h 45 · Historique des rencontres | Jakšić - Ivković , Mihajlović - Arsenijević, Stefanović, Đokić - Tirnanić, Marjanović, Bek, Vujadinović, Sekulić | Équipes | Joel - Brilhante, Itália - Hermógenes, Fausto, Fernando - Poly, Nilo, Araken, Preguinho , Theóphilo | Spectateurs : 24 059 Arbitrage : Anibal Tejada | Spectateurs : 24 059 Arbitrage : Anibal Tejada |

#### Bolivie-Yougoslavie
| 17 juillet 1930                     | Yougoslavie | 4 – 0   | Bolivie | Estadio Gran Parque Central (Montevideo)             |                                                      |
| 12 h 45 · Historique des rencontres | Bek 60e, 67e · Marjanović 65e · Vujadinović 86e                                                                     | (0 - 0) | | Spectateurs : 18 306 Arbitrage : Francisco Matteucci | Spectateurs : 18 306 Arbitrage : Francisco Matteucci |
| 12 h 45 · Historique des rencontres | Rapport |         | | Spectateurs : 18 306 Arbitrage : Francisco Matteucci | Spectateurs : 18 306 Arbitrage : Francisco Matteucci |
| 12 h 45 · Historique des rencontres | Jakšić - Ivković , Mihajlović - Arsenijević, Stefanović, Đokić - Tirnanić, Marjanović, Bek, Vujadinović, Najdanović | Équipes | Bermúdez - Durandal, Chavarría - Argote, Lara, Valderrama - Gómez, Bustamante, Méndez , Alborta, Fernández | Spectateurs : 18 306 Arbitrage : Francisco Matteucci | Spectateurs : 18 306 Arbitrage : Francisco Matteucci |

#### Classement
| Rang | Équipe      | Pts | J | G | N | P | Bp | Bc | Diff |  | Résultats (▼ dom., ► ext.) |  |     |     |
| ---- | ----------- | --- | - | - | - | - | -- | -- | ---- |  | -------------------------- |  | --- | --- |
| 1    | Yougoslavie | 4   | 2 | 2 | 0 | 0 | 6  | 1  | +5   |  | Yougoslavie                |  | 2-1 | 4-0 |
| 2    | Brésil      | 2   | 2 | 1 | 0 | 1 | 5  | 2  | +3   |  | Brésil                     |  |     | 4-0 |
| 3    | Bolivie     | 0   | 2 | 0 | 0 | 2 | 0  | 8  | -8   |  | Bolivie                    |  |     |     |

### Demi-finale
| 27 juillet 1930                     | Uruguay                                                                                                 | 6 – 1   | Yougoslavie | Stade Centenario (Montevideo)                  |                                                |
| 14 h 45 · Historique des rencontres | Cea 19e, 66e, 72e · Anselmo 21e, 23e · Iriarte 63e                                                      | (3 - 1) | 4e Vujadinović                                                                                                   | Spectateurs : 79 867 Arbitrage : Gilberto Rêgo | Spectateurs : 79 867 Arbitrage : Gilberto Rêgo |
| 14 h 45 · Historique des rencontres | Rapport                                                                                                 |         | | Spectateurs : 79 867 Arbitrage : Gilberto Rêgo | Spectateurs : 79 867 Arbitrage : Gilberto Rêgo |
| 14 h 45 · Historique des rencontres | Ballestero - Mascheroni, Nasazzi - Andrade, Fernández, Gestido - Dorado, Scarone, Anselmo, Cea, Iriarte | Équipes | Jakšić - Ivković , Mihajlović - Arsenijević, Stefanović, Đokić - Tirnanić, Marjanović, Bek, Vujadinović, Sekulić | Spectateurs : 79 867 Arbitrage : Gilberto Rêgo | Spectateurs : 79 867 Arbitrage : Gilberto Rêgo |

## Au cinéma
La préparation de l'équipe de Yougoslavie pour la coupe du monde 1930 a fait l'objet d'un film sorti en 2010 : Montevideo, Bog te video!.